# Ogues
Ogues (Oges) ist ein osttimoresischer Suco im Verwaltungsamt Maucatar (Gemeinde Cova Lima). Hier befindet sich der Verwaltungssitz des Verwaltungsamts Maucatar.

## Geographie
Vor der Gebietsreform 2015 hatte Ogues eine Fläche von 45,57 km². Nun sind es 38,27 km². Der Suco liegt im Südwesten Maucatars. Nördlich liegen die ebenfalls zu Maucatar gehörenden Sucos Holpilat und Belecasac, östlich Matai und der zum Verwaltungsamt Suai gehörende Suco Labarai. Zu Suai gehört auch der Suco Debos, südlich von Ogues. Im Westen grenzt Ogues an das Verwaltungsamt Fohorem mit seinen Sucos Dato Tolu und Fohoren. Die Westgrenze wird vom Fluss Asaematen gebildet, einem Nebenfluss des Tafara. Im Süden entspringt der Tasipus, der ab dem Ort Ogues Karautun heißt.
Der Ort Ogues liegt im Süden des Sucos auf einer Höhe von 163 m über dem Meer. Er bildet mit dem Ort Foho Rua (Fohorua) eine geschlossene Siedlung am Fluss Karautun, einem Nebenfluss des Camenaça. Die Siedlung verfügt über eine Grundschule, die Escola Primaria Ogues.
Nah dem Ort Ogues befindet sich das Dorf Baulela. Im Zentrum liegt der Ort Oges, der auf einigen Karten ebenfalls als Ogues bezeichnet wird. An der Nordgrenze liegt das Dorf Bergel. Außer Bergel liegen alle Orte an einer Überlandstraße, die von der Gemeindehauptstadt Suai nach Norden führt. Neben der Grundschule in Ogues, gibt es Grundschulen auch in Oges und Bergel.
Im Suco befinden sich die fünf Aldeia Baulela, Foho Rua, Ogues, Orun und Soga.

## Einwohner
In Ogues leben 3.034 Einwohner (2022), davon sind 1.553 Männer und 1.481 Frauen. 635 von ihnen wohnen in einer urbanen Umgebung, 2.399 im ländlichen Teil des Sucos. Im Suco gibt es 640 Haushalte. Über 50 % der Einwohner geben Bunak als ihre Muttersprache an. Über 45 % sprechen Tetum Terik, kleine Minderheiten Tetum Prasa, Kemak oder Makasae.

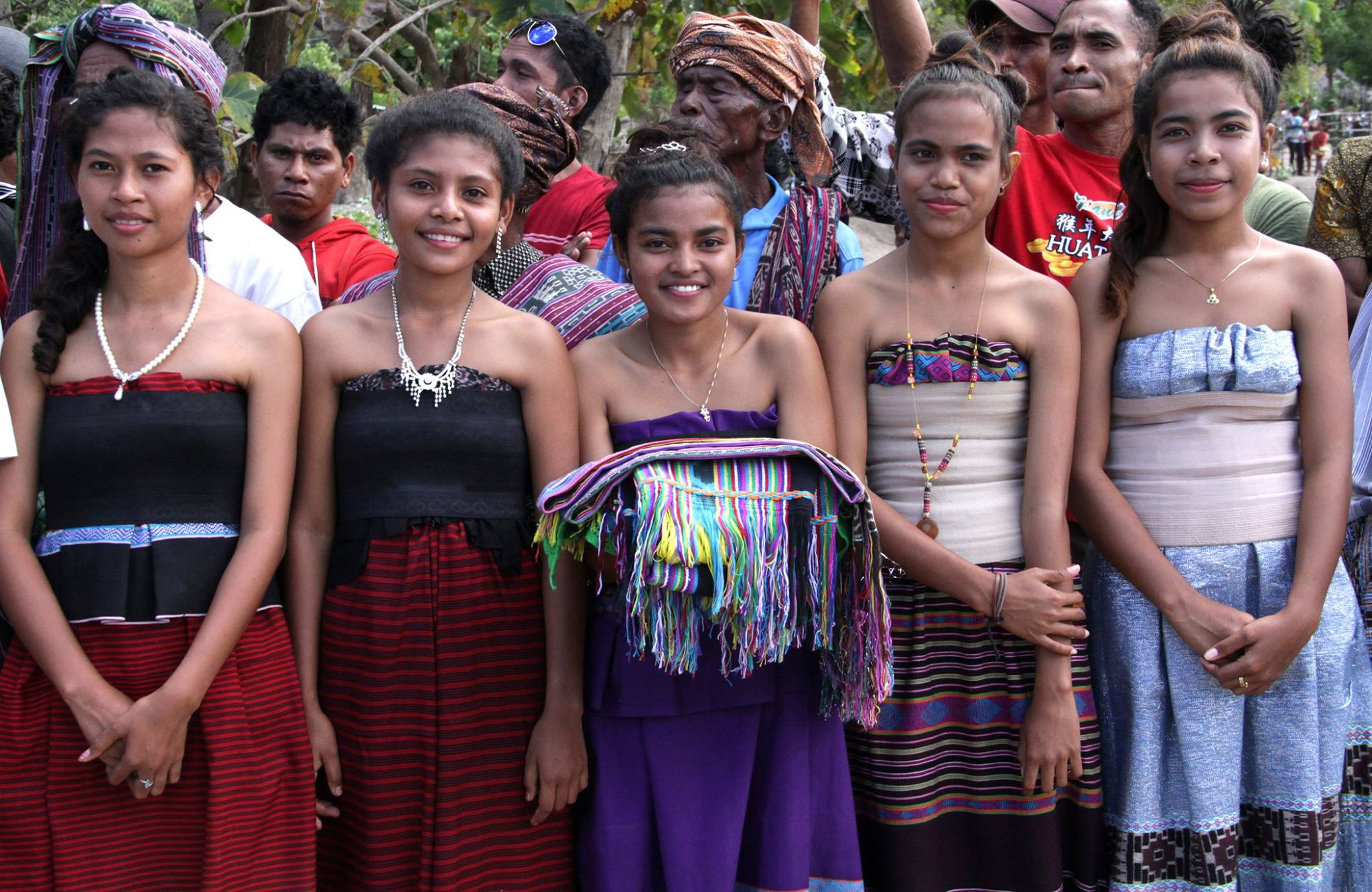
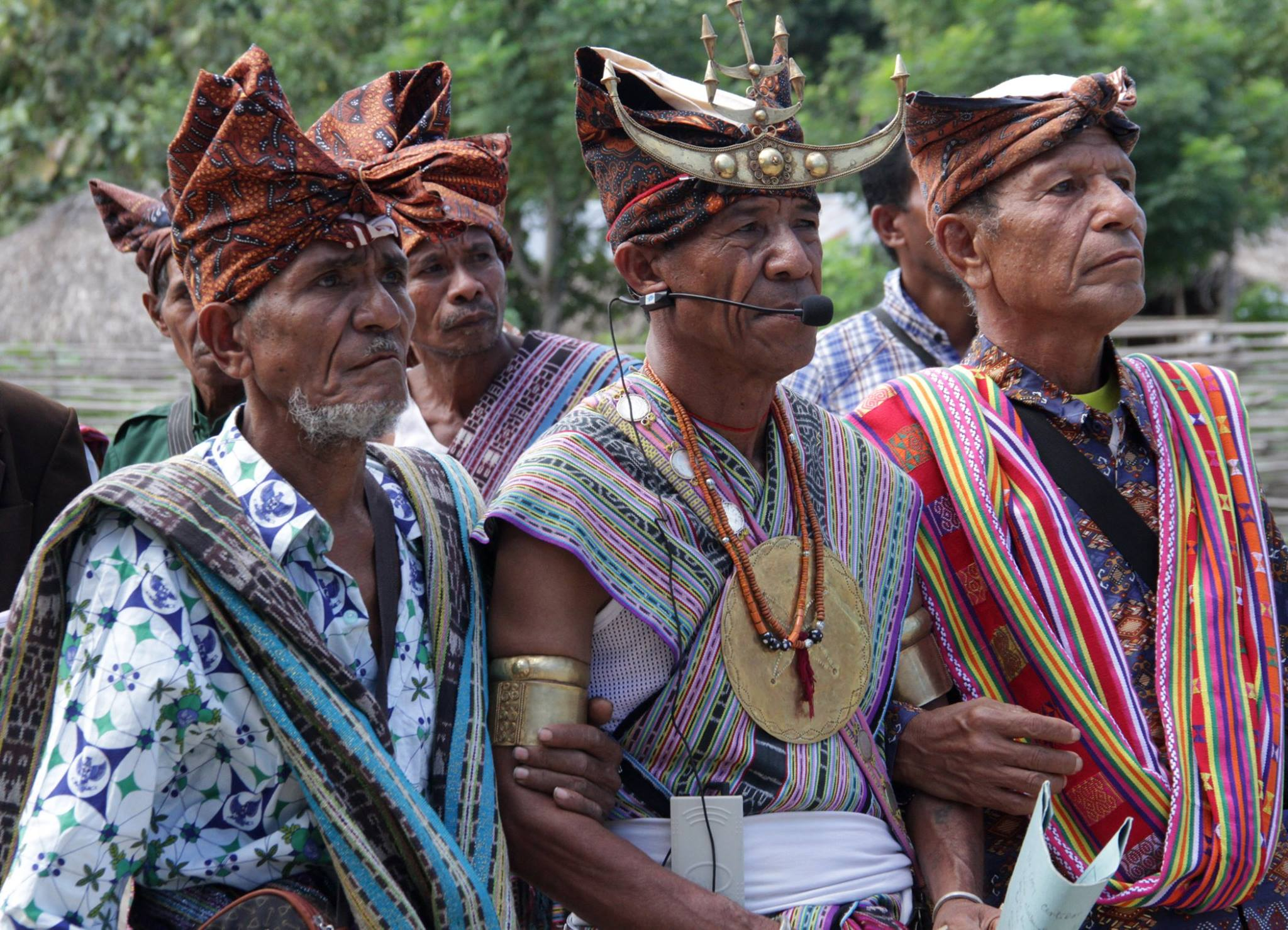
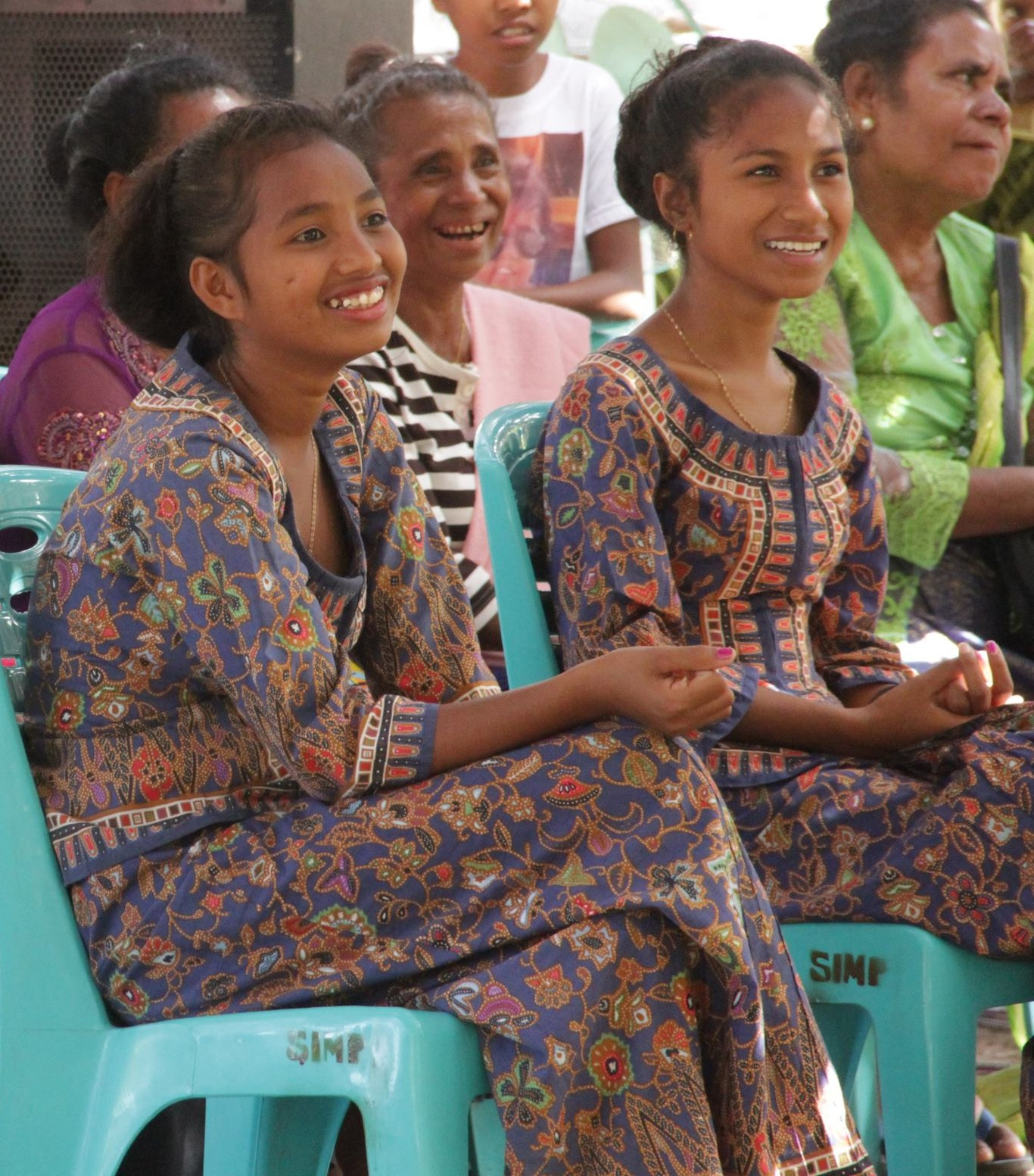
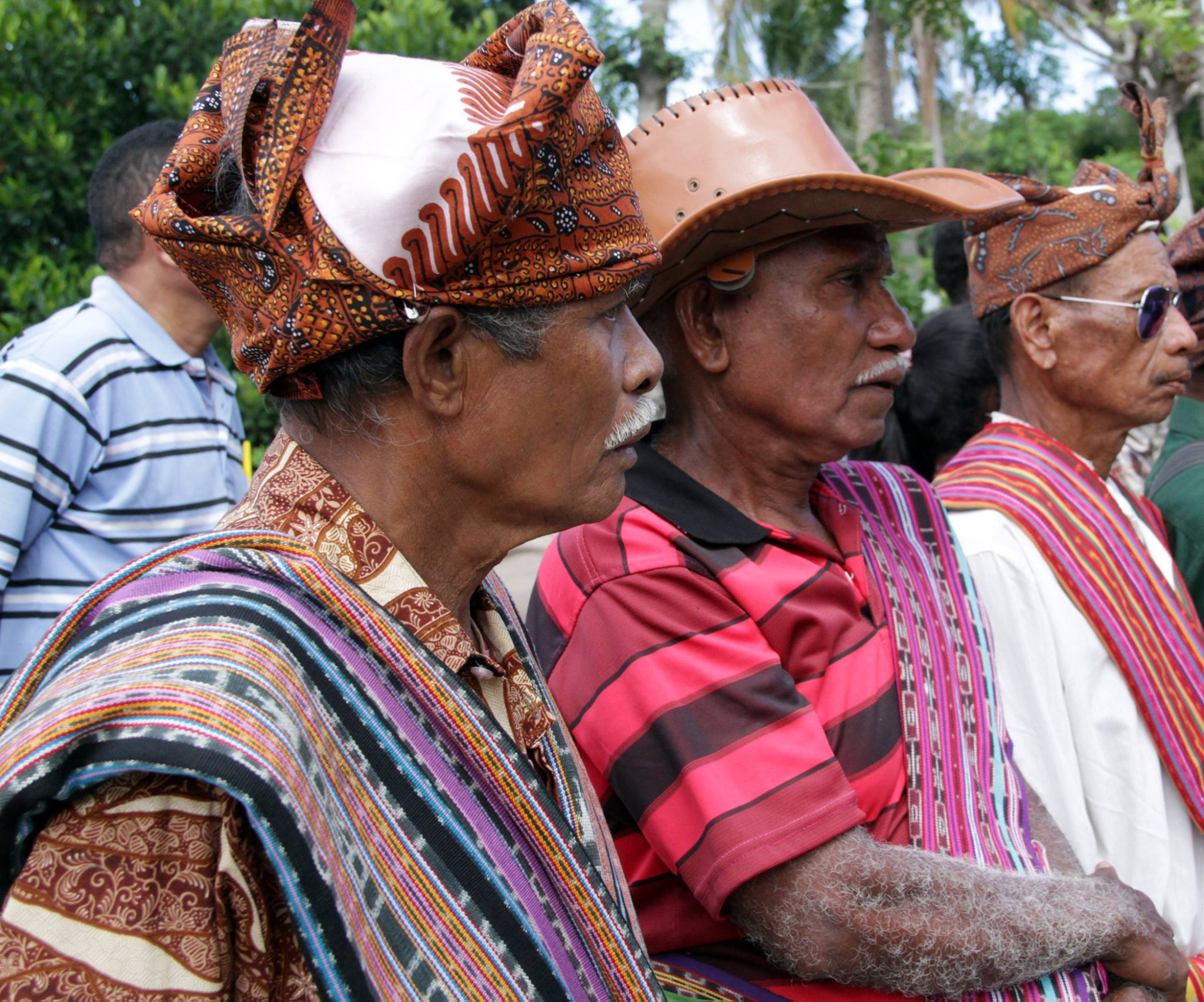

## Geschichte
Während des Unabhängigkeitsreferendums in Osttimor am 30. August 1999 versuchten pro-indonesische Milizen teilweise durch rituelle Zeremonien die Bevölkerung an eine Abstimmung für Indonesien zu binden. Dabei wurde das Blut von Ziegen getrunken. In Ogues schlug diese Zeremonie in der Nacht vor der Abstimmung vor dem UNAMET-Zentrum aber fehl, weil die meisten Einwohner in den Wald geflohen waren und erst am Morgen zum Referendum zurückkehrten.
Der Mord an einem Kleinkind Anfang 2010 wurde zeitweise einer Gruppe von Kriminellen angelastet, die angeblich in der Region, als Ninja verkleidet, die Bevölkerung terrorisierten. Folge war eine großangelegte Polizeiaktion gegen die „Ninjas“. Andere Quellen geben an, dass ein Familienmitglied für den Mord verantwortlich war.

## Politik

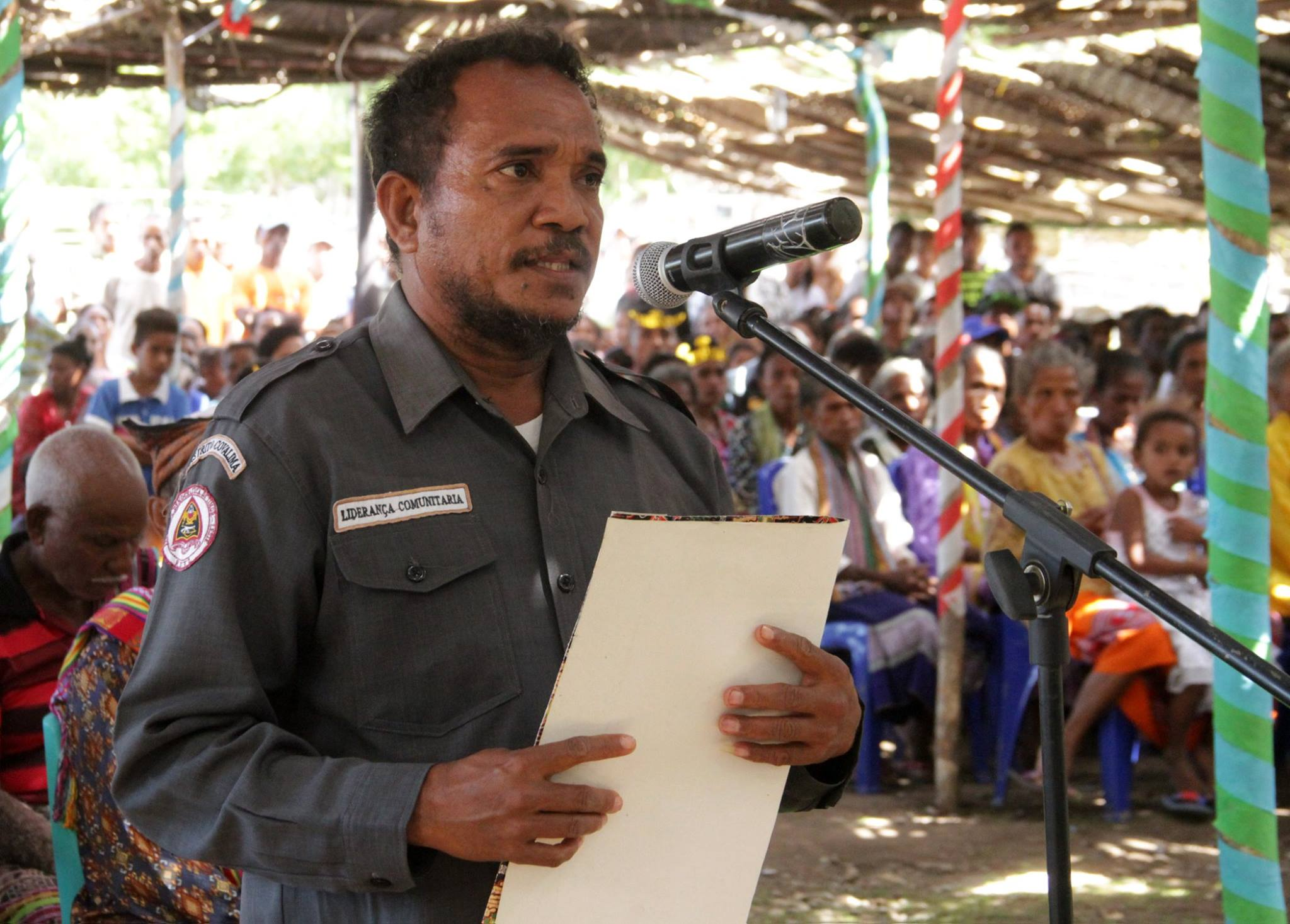
Pedro Amaral (2016)

Bei den Wahlen von 2004/2005 wurde Agusto Barros zum Chefe de Suco gewählt. Bei den Wahlen 2009 gewann Pedro Amaral und 2016 Faustino de Araújo.